# Серебрийський Олександр Самійлович
Олекса́ндр Самі́йлович Серебри́йський (20 грудня 1921, Харків — 22 березня 1988, Харків) — український, радянський шахіст, майстер спорту СРСР (1966), міжнародний майстер із шахів за листуванням.

## Біографія
Ще бувши школярем Олександр Серебрийський здобув 1-й розряд із шахів. Після закінчення школи у 1939 році був призваний до армії. Учасник німецько-радянської війни, був поранений під час Сталінградської битви. Закінчив Харківський інститут інженерів транспорту. Працював конструктором на Харківському заводі імені В. О. Малишева, кандидат технічних наук. На його рахунку два десятки впроваджених винаходів, захищених авторськими свідоцтвами, низка опублікованих наукових праць.
У 1944 році вперше взяв участь у чемпіонаті України, посівши 8 місце. У 1945 році обіграв майбутнього чемпіона світу Василя Смислова.
У період з 1947 по 1956 роки ще шість разів брав участь у фінальних частинах чемпіонатів України, найкращий результат — поділ 6-7 місць (спільно з Борисом Каталимовим) у 1954 році.
Чотириразовий переможець чемпіонатів Харкова (1946, 1947, 1953, 1955).
У 1966 році виграв кваліфікаційний матч у Юрія Коца з рахунком 7½ : 6½. Того ж року здобув звання майстра спорту.
Досягнув успіхів у турнірах за листуванням, став переможцем Кубка Еврара — Деланнуа (англ. Évrard-Delannoy Cup) у складі збірної Харкова. У 1975 році йому було присвоєно звання міжнародного майстра ІКЧФ.
Багато років Олександр Серебрийський працював з молодими шахістами. Серед його вихованців — 4-разова чемпіонка України серед жінок — міжнародний майстер серед жінок Ольга Андреєва.
А ще Серебрийський був видатним шаховим колекціонером. Його домашня шахова бібліотека по праву вважалася однією з найкращих у СРСР. Після смерті Серебрийського переговори щодо її придбання вели провідні колекціонери країни. Зокрема, із зазначеного приводу до Харкова за дорученням Анатолія Карпова приїздив Батуринський, але сторони не дійшли угоди.

## Турнірні результати

### Результати виступів у чемпіонатах України
Олександр Серебрийський зіграв у 7 фінальних турнірах чемпіонатів України, набравши при цьому 56½ очка зі 119 можливих (+31-37=51).
| Рік  | Місто | Турнір                 | + | − | =  | Результат | Місце   |
| ---- | ----- | ---------------------- | - | - | -- | --------- | ------- |
| 1944 | Київ  | 13-й чемпіонат України | 5 | 5 | 2  | 6 з 12    | 8       |
| 1947 | Київ  | 16-й чемпіонат України | 4 | 6 | 6  | 7 з 16    | 11 — 14 |
| 1948 | Київ  | 17-й чемпіонат України | 4 | 6 | 8  | 8 з 18    | 12      |
| 1949 | Одеса | 18-й чемпіонат України | 4 | 7 | 8  | 8 з 19    | 13 — 14 |
| 1954 | Київ  | 23-й чемпіонат України | 4 | 3 | 11 | 9½ з 18   | 6 — 7   |
| 1955 | Київ  | 24-й чемпіонат України | 6 | 4 | 7  | 9½ з 17   | 8       |
| 1956 | Київ  | 25-й чемпіонат України | 4 | 6 | 9  | 8½ з 19   | 13 — 14 |

### Інші турніри
| Рік  | Місто  | Турнір                      | + | − | = | Результат | Місце |
| ---- | ------ | --------------------------- | - | - | - | --------- | ----- |
| 1946 | Харків | Чемпіонат Харкова           |   |   |   | 10½ з 13  | Gold  |
| 1947 | Харків | Чемпіонат Харкова           |   |   |   | 10 з 15   | Gold  |
| 1949 | Харків | Чемпіонат Харкова           |   |   |   | 10½ з 15  | 4     |
| 1952 | Харків | Чемпіонат Харкова           |   |   |   | з 14      | 5     |
| 1953 | Харків | Чемпіонат Харкова           |   |   |   | 10½ з 15  | Gold  |
| 1955 | Харків | Чемпіонат Харкова           |   |   |   | 11 з 13   | Gold  |
| 1959 | Київ   | Першість ДСТ «Авангард»     | 0 | 6 | 9 | 4½ з 15   | 16    |
| 1966 | Харків | Відкритий чемпіонат Харкова |   |   |   | 7 з 13    | 8     |